# Якшино (Борисоглебский район)
Якшино — деревня в Борисоглебском районе Ярославской области. Входит в состав Инальцинского сельского поселения.

## История
В 1968 году указом Президиума Верховного Совета РСФСР деревня при Акуловском картофелетерочном заводе переименована в Якшино.

## Население
| 2007 | 2010 |
| ---- | ---- |
| 6    | ↘0   |